# Ruski fašizem
Ruski fašizem oz. ekspresivno rušizem (ukrajinsko рашизм, latinizirano: rašyzm) je politična ideologija in družbena praksa vladajočega režima Rusije na začetku 21. stoletja. Temelji na ideji o »posebnem civilizacijskem poslanstvu Rusov«, »starejšem ruskem bratskem narodu«, odporu do elementov kulture drugih narodov, totalitarizmu in imperializmu v sovjetskem slogu, uporabi ruskega pravoslavja kot moralne doktrine in geopolitičnih instrumentov vpliva, zlasti energetskih virov.
Rušizem je nekakšna totalitarna, fašistična ideologija, simbioza osnovnih načel fašizma in stalinizma. Gre za opravičevanje agresivne geopolitike Rusije, osredotočene na okupacijo in aneksijo ozemlja drugih držav. Zelo pogosto se agresija proti drugim državam imenuje »združevanje ruske zemlje«. Rušizem ima podporo ruske »pete kolone«.
Ruski politolog Andrej Piontkovski trdi, da je ideologija rašizma v marsičem podobna nemškemu fašizmu (nacizmu) ter da govori predsednika Vladimirja Putina odražajo podobne ideje kot nastopi nemškega voditelja in rajhskanclerja Adolfa Hitlerja.

## Zgodovina
Izraz se je širše uporabljal leta 2008 med rusko-gruzijsko vojno, med priključitvijo Avtonomne republike Krim Rusiji, po sestrelitvi Boeinga 777 blizu Donecka 17. julija 2014 ter na začetku rusko-ukrajinske vojne leta 2014.
Osnova rušizma, ki je v uradni ideologiji že povsem uveljavljena, je zanikanje pravne države in uveljavljanje zakona sile, nespoštovanje suverenosti sosednjih držav ter manifestacija samovolje in nasilja. Na splošno so te lastnosti značilne za vsako rusko vlado in so namreč podedovane vse od Zlate horde. Eden od temeljev rašizma je ideologija duhovne teorije ruske pravoslavne cerkve, ki temelji na »božanski izvolitvi« Rusov.
Po mnenju ruskega zgodovinarja Aleksandra Skobova je rašizem eklektična mešanica šovinizma velesile, nostalgije po sovjetski preteklosti in konservativnega pravoslavja. Za rašizem so značilni tudi prezir do posameznika, želja po raztopitvi posameznika v »večini« in po zatiranju proaktivne manjšine. Za rašizem je značilno nezaupanje do demokratičnih praks, ker »je vse orodje subtilne manipulacije« (sam rašizem daje prednost grobi manipulaciji). Rašizem temelji na dejstvu, da se »narodni duh« in »višji splošni interes« ne kažeta v formalnih volilnih mehanizmih, ampak na iracionalen, mističen način – prek voditelja, ki je postal vladar (car, imperator, predsednik države), saj je zmogel uničiti vse druge.
Politolog Stanislav Belkovski trdi, da je rašizem prikrit v antifašizem, vendar ima fašistični obraz in vsebino. Politolog Ruslan Ključnik sicer navaja, da ruska elita meni, da ima pravico graditi lastno »suvereno demokracijo« ne glede na zahodne standarde, ob upoštevanju ruskih državotvornih tradicij. Upravni vpliv v Rusiji je eno od orodij za ohranjanje demokratične fasade, v kateri se skriva mehanizem absolutne manipulacije izražanja volje državljanov.

## Ideologija rašizma

### Elementi
Rašizem je kvaziideologija, ki je kontroverzna mešanica imperializma, šovinizma velesile in verskega tradicionalizma, ki temelji predvsem na nostalgiji po sovjetski preteklosti. Ideologija je v nasprotju z zahodnimi, liberalno-demokratskimi vrednotami in institucijami, vključno s svobodnimi volitvami ter drugimi državljanskimi pravicami in svoboščinami. Ideologija rašizma temelji na sovraštvu in zavisti do zahodnih demokracij – Evrope, ZDA, Kanade. V središču te ideologije je kult nacionalnega voditelja, ki je obnovil »veličino« Rusije.
Ideologija rasizma bizarno združuje poglede na svet kot polje totalnega zverskega boja za preživetje s trditvijo o visoki duhovnosti, ki je po mnenju rasistov preostali svet ne more doseči. Hkrati je ta ideologija bistvo ministrovanja in nesramnosti. Hkrati se lahko z nekaterimi manifestacijami zahodne kulture, kot so legalizacija prostitucije, pravice spolnih manjšin (»gejropa«), odvisnikov od drog ipd., opravičuje "pomanjkanje duhovnosti" " drugih narodov.
Rašizem je kombinacija koncepta "izjemnega načina", o katerem so tako veliko govorili boljševiki, z nacistično idejo superiornosti, vendar ne rasne, ampak duhovne. Sčasoma je to ustvarilo smrtonosno mešanico, imenovano "русский мир" / "ruski svet" / "ruski mir".
Jedro rasizma je zavračanje zahodne civilizacije v nasprotju z njeno posebno rusko (evrazijsko) civilizacijo. Moskovski intelektualci se strinjajo s Putinom, avtokratom, ki poskuša uničiti Ukrajino kot idejo, kot državo, kot simbol. Danes je rašizem ideološka osnova putinizma. Zgodovina je sicer potrdila, da rašizem vključuje predvsem uničenje Ukrajincev kot narodne skupnosti.

### Lastnosti
Po mnenju strokovnjakov je rašizem ideologija, ki "temelji na iluzijah in upravičuje dopustnost vsakršne samovolje v interesu zavajajoče interpretiranih interesov ruske družbe". V zunanji politiki se rašizem kaže zlasti v kršenju načel mednarodnega prava, silitvi sveta v svojo različico zgodovinske resnice izključno v korist Rusije, zlorabi pravice veta v Varnostnem svetu OZN itd.
V domači politiki je rašizem kršitev pravice do svobode misli, preganjanje članov "gibanja nesoglasnih" in zloraba medijev za dezinformiranje ljudi.

## Simbolika
Med rusko invazijo na Ukrajino je ruska vojska na vojaških vozilih uporabljala črki Z, O in V, ki so postale simbol rašizma.

## Referencie
1. ↑  »Рашизм | Українська правда«. web.archive.org. 25. april 2014. Arhivirano iz prvotnega dne 25. aprila 2014. Pridobljeno 18. aprila 2022.{{navedi splet}}:  Vzdrževanje CS1: bot: neznano stanje prvotnega URL-ja (povezava)
2. ↑  »Професор Олег Гринів: РАШИЗМ ІЗ ПРИЦІЛОМ НА УКРАЇНОЦИД«. web.archive.org. 27. junij 2015. Arhivirano iz prvotnega dne 27. junija 2015. Pridobljeno 18. aprila 2022.{{navedi splet}}:  Vzdrževanje CS1: bot: neznano stanje prvotnega URL-ja (povezava)
3. 1 2  Gregor, A. James (1998). »Fascism and the New Russian Nationalism«. Communist and Post-Communist Studies. Zv. 31, št. 1. str. 1–15. ISSN 0967-067X.
4. ↑  »Що переможе: здоровий глузд чи імперські амбіції? Андрій Піонтковський. - YouTube«. web.archive.org. 27. februar 2022. Arhivirano iz prvotnega dne 27. februarja 2022. Pridobljeno 18. aprila 2022.{{navedi splet}}:  Vzdrževanje CS1: bot: neznano stanje prvotnega URL-ja (povezava)
5. ↑  »"Путинский режим — постмодернистский фашизм" - YouTube«. web.archive.org. 2. marec 2022. Arhivirano iz prvotnega dne 2. marca 2022. Pridobljeno 18. aprila 2022.{{navedi splet}}:  Vzdrževanje CS1: bot: neznano stanje prvotnega URL-ja (povezava)
6. ↑  »"Это, детка — Рашизм!" — новый хит про Россию заполонил Интернет [Видео]«. web.archive.org. 21. oktober 2014. Arhivirano iz prvotnega dne 21. oktobra 2014. Pridobljeno 18. aprila 2022.{{navedi splet}}:  Vzdrževanje CS1: bot: neznano stanje prvotnega URL-ja (povezava)
7. ↑  »Томенко назвал борьбу с "рашизмом" новым серьезным мировым испытанием | Обозреватель«. web.archive.org. 3. september 2014. Arhivirano iz prvotnega dne 3. septembra 2014. Pridobljeno 18. aprila 2022.{{navedi splet}}:  Vzdrževanje CS1: bot: neznano stanje prvotnega URL-ja (povezava)
8. ↑  »Мир должен осудить рашизм и нового фюрера в лице Путина и привлечь военных преступников к ответственности на Киевском процессе | Українська правда - Блоги«. web.archive.org. 24. september 2014. Arhivirano iz prvotnega dne 24. septembra 2014. Pridobljeno 18. aprila 2022.{{navedi splet}}:  Vzdrževanje CS1: bot: neznano stanje prvotnega URL-ja (povezava)
9. 1 2  »Грани.Ру: 'Циммервальдская левая' | Блоги«. web.archive.org. 4. julij 2014. Arhivirano iz prvotnega dne 4. julija 2014. Pridobljeno 18. aprila 2022.{{navedi splet}}:  Vzdrževanje CS1: bot: neznano stanje prvotnega URL-ja (povezava)
10. ↑  »Почему русские всех ненавидят? Даже себя..: oleg_leusenko — LiveJournal«. web.archive.org. 9. december 2020. Arhivirano iz prvotnega spletišča dne 9. decembra 2020. Pridobljeno 18. aprila 2022.
11. ↑  »Путин будет захватывать новые территории, чтобы проложить путь к Балканам - эксперты - Новости мира на 1+1 - ТСН.ua«. web.archive.org. 24. maj 2014. Arhivirano iz prvotnega dne 24. maja 2014. Pridobljeno 18. aprila 2022.{{navedi splet}}:  Vzdrževanje CS1: bot: neznano stanje prvotnega URL-ja (povezava)
12. ↑  »Радио ЭХО Москвы :: Рашизм против россиян / Комментарии«. web.archive.org. 6. junij 2014. Arhivirano iz prvotnega dne 6. junija 2014. Pridobljeno 18. aprila 2022.{{navedi splet}}:  Vzdrževanje CS1: bot: neznano stanje prvotnega URL-ja (povezava)
13. 1 2  »Почему рашизм обречен на забвение | Dsnews«. web.archive.org. 15. april 2016. Arhivirano iz prvotnega dne 15. aprila 2016. Pridobljeno 18. aprila 2022.{{navedi splet}}:  Vzdrževanje CS1: bot: neznano stanje prvotnega URL-ja (povezava)
14. ↑  »Нацизм, фашизм і… рашизм: у чому відмінності і тотожності? – АрміяInform«. web.archive.org. 21. marec 2022. Arhivirano iz prvotnega dne 21. marca 2022. Pridobljeno 18. aprila 2022.{{navedi splet}}:  Vzdrževanje CS1: bot: neznano stanje prvotnega URL-ja (povezava)
15. ↑  »Микола Томенко: у ХХІ столітті з'явилася нова чума — "рашизм". | Телерадіокомпанія ВІККА«. web.archive.org. 22. december 2014. Arhivirano iz prvotnega dne 22. decembra 2014. Pridobljeno 18. aprila 2022.{{navedi splet}}:  Vzdrževanje CS1: bot: neznano stanje prvotnega URL-ja (povezava)